# Владимирский юридический институт
Влади́мирский юриди́ческий институ́т Федера́льной слу́жбы исполне́ния наказа́ний (ВЮИ ФСИН России) — федеральное казённое образовательное учреждение высшего образования, расположенное в городе Владимире, осуществляющее подготовку по специальностям юриспруденция, социальная работа и правоохранительная деятельность. Создан в 1996 году.

## Филиалы университета
Казанский филиал ФГОУ ВПО «Владимирский юридический институт Федеральной службы исполнения наказаний»
Ивановский филиал ФГОУ ВПО «Владимирский юридический институт Федеральной службы исполнения наказаний»

## История

### Владимирская школа начальствующего состава тюрем НКВД
История Владимирского юридического института начинается с приказа НКВД СССР от 31 июля 1943 года о создании Владимирской школы начальствующего состава тюрем НКВД. Формирование школы было поручено сотруднику Наркомата внутренних дел Георгию Васильевичу Москвичеву, ставшему её первым начальником.
Изначально профилем деятельности школы была переподготовка оперативного состава и дежурных помощников начальников тюрем. Длительность курса переподготовки составляла шесть месяцев. За период с 1943 года по 1946 год в школе прошли переподготовку 113 начальников тюрем, 505 дежурных помощников начальников тюрем и 258 оперативных работников.

### Владимирская офицерская школа МВД СССР
Приказом МВД СССР от 10 ноября 1946 года школа была реорганизована во Владимирскую офицерскую школу МВД СССР, Приказом министра внутренних дел было утверждено штатное расписание должностей.
Были разработаны новые программы и курсы для двухгодичной подготовки оперативного состава, а также для девятимесячной переподготовки начальников тюрем МВД, дежурных помощников начальников тюрем, оперативного состава. Кроме того, было открыто трёхгодичное заочное отделение. Со 2 декабря 1946 года исполнение обязанностей начальника Владимирской школы МВД было возложено на подполковника Тараторкина Аркадия Петровича.
Таким образом, Владимирская офицерская школа стала основным и единственным в системе МВД СССР учебным заведением по подготовке и переподготовке всех категорий руководящих кадров тюремных органов — от начальников тюрем до инструкторов боевой и специальной подготовки.
С 1 сентября 1951 года Владимирская школа МВД перешла на новый профиль. Она стала состоять из двух отделений:
- отделение подготовки дежурных помощников начальников тюрем с двухгодичным сроком обучения;
- курсов переподготовки работников двух спецотделов, спецотделений и спецгрупп со сроком обучения 3,5 месяца.

В соответствии с Приказом МВД СССР от 11 апреля 1951 года № 448 начальник школы А. П. Тараторкин «убыл к месту нового назначение в Куйбышевскую офицерскую школу МВД СССР». А уже 11 мая 1951 года к исполнению обязанностей начальника школы приступил Ушаков Виктор Иванович.

### Владимирская школа подготовки офицерского состава МВД
1 января 1952 года Владимирская офицерская школа МВД СССР была реорганизована во Владимирскую школу подготовки офицерского состава МВД. Профили подготовки остались без изменения.
15 марта 1952 года курсы переподготовки работников двух спецотделов, спецотделений и спецгрупп реорганизовали в специальное отделение.
13 сентября 1954 года в соответствии с Приказом МВД СССР на должность начальника школы был назначен Гринченко Иван Иванович.
В 1956 году слушатели школы по распоряжению начальника УМВД Владимирской области оказывали помощь при наведении порядка в тюрьме № 2 УМВД Владимирской области во время бунта заключённых. Бунт был подавлен в короткие сроки и без каких-либо последствий.

### Владимирская специальная средняя школа подготовки начальствующего состава МВД СССР
12 апреля 1957 года Владимирская школа подготовки начальствующего состава МВД была реорганизована во Владимирскую специальную среднюю школу подготовки начальствующего состава МВД СССР.
До 1959 года одновременно с подготовкой начальствующего состава ИТУ на двухгодичном основном отделении в школе проходили переподготовку дежурные помощники начальников тюрем и другие лица начальствующего состава. С 1959 года школа перешла на набор и обучение только курсантского состава. В 1961 году была введена заочная форма обучения, на которую принимали уже 200 сотрудников милиции и исправительно-трудовых учреждений. Первый выпуск состоялся в 1963 году. В 1964 году приказом министра охраны общественного порядка СССР численность слушателей заочного обучения была увеличена на 200 человек.
Начиная с 1959 года курсантам, окончившим школу, выдавались дипломы общесоюзного образца о среднем специальном образовании с присвоением квалификации юриста (специальность 1801).
С 25 декабря 1969 года в соответствии с приказом министра внутренних дел начальником школы становится Морозов Леонид Евгеньевич. Полковник И. И. Гриченко был уволен из кадров МВД в отставку.
В 1980 году курсанты и слушатели школы были командированы в Москву на охрану общественного порядка в период XXII Олимпийских игр. За безупречное выполнение задач по охране общественного порядка были поощрены более 200 курсантов и работников постоянного состава школы, 14 человек отмечены орденами и медалями. Курсанты А. М. Куница, Ш. Ш. Циколия и А. В. Кутько были награждены знаком «За воинскую доблесть», 20 курсантов и 2 преподавателя — знаком «За отличную охрану общественного порядка», 12 человек поощрены правами министра внутренних дел.
Приказом министра внутренних део СССР от 21 апреля 1982 года на должность начальника школы был назначен полковник внутренней службы Дьячков Анатолий Дмитриевич, прибывший из УВД Владимирского облисполкома. Полковника внутренней службы Л. Е. Морозова освободили от должности начальника школы и зачислили в распоряжение УУЗ МВД СССР.
С 27 июля по 3 августа 1985 года в Москве проводился XII Всемирный фестиваль молодёжи и студентов. Личный состав школы был привлечён для несения службы по охране общественного порядка. С этой целью в г. Москву были командированы 261 человек личного состава.
В 1986 году в соответствии с Приказом министра внутренних дел СССР от 26 мая 1986 года к исполнению обязанностей начальника школы приступил полковник внутренней службы Лавров Николай Александрович, прибывший из УВД Владимирского облисполкома. Учебным заведением руководил до 1990 года.
24 июля 1990 года в соответствии с приказом министра внутренних дел СССР к исполнению служебных обязанностей начальника школы приступил подполковник внутренней службы Морозов Валерий Михайлович.
30 сентября 1993 года во исполнения Указания Министра внутренних дел Российской Федерации был создан сводный батальон школы по охране общественного порядка в экстремальных условиях по г. Москве в составе 151 человек. К сожалению, 4 октября 1993 года при исполнении служебного долга в Москве погиб капитан внутренней службы Александр Владимирович Рубан. Посмертно он был награждён орденом «За личное мужество».

### Владимирский филиал Рязанской высшей школы МВД России
Поворотным в истории учебного заведения стал 1994 год. 30 декабря Приказом Министра внутренних дел Российской Федерации школа была переведена в разряд высших учебных заведений и преобразована во Владимирский филиал Рязанской высшей школы МВД России.

### Владимирский филиал Рязанского института права и экономики МВД России
В 1995 году учебное заведение было преобразовано во Владимирский филиал Рязанского института права и экономики МВД России.

### Владимирский юридический институт МВД России
Особо примечателен 1996 год. В этом году образовательное учреждение приобрело статус самостоятельного учебного заведения. В соответствии с Постановлением Правительства Российской Федерации от 18 июля 1996 года № 818 и Приказом Министра внутренних дел Российской Федерации от 7 августа 1996 года № 429 на базе филиала был создан Владимирский юридический институт МВД России.
В 1998 году состоялся первый выпуск специалистов с высшим юридическим образованием по заочной форме обучения. Институт окончили 153 человека.

### Владимирский юридический институт ФСИН России
В 1999 году на основании Постановления Правительства Российской Федерации и совместного приказа Министра юстиции Российской Федерации и Министра внутренних дел Российской Федерации вуз перешёл под юрисдикцию Минюста России. Этот переход придал новый мощный импульс дальнейшему развитию учебного заведения. В том же году были образованы Ивановский и Кузбасский филиалы института, а в 2000 году — Липецкий и Казанский.
Вуз дополнительно открыл факультеты профессиональной подготовки и повышения квалификации; факультет внебюджетного образования. В 2001 году состоялся первый выпуск по очной форме обучения: 279 молодых специалистов получили дипломы о высшем юридическом образовании.
В период с 1999 года по 2002 год второе вырос научный и кадровый потенциал учебного заведения. Были созданы новые кафедры: их стало 14. Значительно расширилась учебно-материальная база.
В 2001 году состоялось открытие адъюнктуры, а год спустя в институте был создан диссертационный совет по защите диссертации на соискание учёной степени кандидата и доктора юридических наук.
C 26 января 2007 года по 31 декабря 2016 года начальником ВЮИ ФСИН России являлся генерал-майор внутренней службы Емельянов Сергей Николаевич.  
С 1 января 2017 года институт возглавляет кандидат психологических наук, доцент, почетный работник высшего образования генерал-майор внутренней службы Бабурин Сергей Витальевич (осуждён в сентябре 2021 года Фрунзенским районным судом г. Владимир).
С 7 сентября 2020 года по март 2023 года институт возглавлял кандидат юридических наук, доцент, почетный работник высшего образования полковник внутренней службы Понкратов Василий Александрович.

## Факультеты
Юридический факультет.
Факультет профессионального обучения и дополнительного профессионального образования.
Факультет права и управления.